# シュテッテン・アム・アウアーベルク
シュテッテン・アム・アウアーベルク （ドイツ語: Stötten am Auerberg、公式の表記は Stötten a.Auerberg） は、ドイツ連邦共和国バイエルン州シュヴァーベン行政管区のオストアルゴイ郡に属す町村（以下、本項では便宜上「町」と記述する）で、シュテッテン・アム・アウアーベルク行政共同体の本部所在地である。

## 地理
シュテッテン・アム・アウアーベルクはアルゴイ地方に位置する。シュテッテンの周辺は、東のアウアーベルク（海抜1055mの山）と西のゲルトナハ川沿いのシュテッテン高層湿原によって特徴づけられる。ヴェルタハ川の支流であるゲルトナハ川は度重なる洪水のため1912年に河川改修工事がなされた。昔、ゲルトナハ川は集落の西で大きな湖を形成していたのだが1798年以降干拓が行われた。

### 自治体の構成
この町は、公式には27の地区 (Ort) からなる。このうち小集落や孤立農場などを除く集落を以下に列記する。
| - ブーヒェン - ブルクライテン - ヘッゲン - ホーフェン | - レムナーツリート - ザルヒェンリート - シュタインバッハ - シュテッテン・アム・アウアーベルク |

## 歴史
シュテッテンは1314年に「Steten auf dem Urberc」として初めて記録に登場する。シュテッテンはアウクスブルク司教領に属した。1803年の帝国代表者会議主要決議以降はバイエルン領となった。バイエルンの行政改革に伴う1818年の市町村令によって現在の自治体が成立した。1978年にレッテンバッハ・アム・アウアーベルクが合併したのだが、その後の長い交渉の末に再び分離され、1990年に両者は行政共同体を設立した。

### 人口推移
- 1970年 1,851人
- 1987年 1,748人
- 2000年 1,897人

## 行政
町長はラルフ・グルーベ (Allgem. Wählerschaft) である。彼は2014年にヨアヒム・エルンスト (Allgemeine Wählerschaft) の後任として町長に就任した。
シュテッテンはシュヴァーベンとオーバーバイエルンの行政管区の境を越えた自治体の枠組みである「アウアーベルクラント」に加盟している。

### 紋章
図柄: 頂部は赤地に銀の波線。その下は銀地で、緑の三峰の山に先端がクローバー型の十字。その両側に直立した黒い雄牛の角。

## 経済と社会資本

### 交通
シュテッテンは連邦道B16号線沿い、マルクトオーバードルフとフュッセンとの間に位置する。1899年から1973年までマルクトオーバードルフとレヒブルックとを結ぶローカル鉄道が通っており、町内ではシュテッテンとシュタインバッハに駅があった。その後、軌道跡に自転車道が整備されている。

### 教育
- 国民学校 1校

## 人物
- ペーター・アロイス・グラッツ（1769年 - 1849年）カトリックの聖書学者

## 引用
1. ↑  https://www.statistikdaten.bayern.de/genesis/online?operation=result&code=12411-003r&leerzeilen=false&language=de Genesis-Online-Datenbank des Bayerischen Landesamtes für Statistik Tabelle 12411-003r Fortschreibung des Bevölkerungsstandes: Gemeinden, Stichtag (Einwohnerzahlen auf Grundlage des Zensus 2011)
2. ↑  Bayerische Landesbibliothek Online